# Christina Hendricks
Christina Rene Hendricks (n. 3 mai 1975) este o actriță americană cunoscută pentru rolul ca Joan Holloway din serialul Mad Men de pe AMC și pe cel ca Saffron din serialul de scurtă durată al celor de la NBC, Firefly. Hendricks a fost numită „cea mai sexy femeie din lume” într-un sondaj din anul 2010, realizat de revista Esquire în rândul cititoarelor sale. 